# Nati nel 1568
| Questa pagina contiene informazioni ricavate automaticamente dalle voci biografiche con l'ausilio del template Bio e di un bot. L'aggiornamento è periodico e automatico e ricostruisce completamente la pagina. Se manca una persona in questa lista, sei pregato di non aggiungerla, ma accertati piuttosto che la sua voce biografica contenga il template Bio e che i dati anagrafici siano correttamente compilati. Se il template Bio manca, inseriscilo tu stesso o, in alternativa, metti l'avviso {{tmp\|Bio}} che ne segnala la mancanza. Se i dati riportati sono sbagliati, correggi direttamente la voce biografica; le modifiche saranno visibili in questa lista entro pochi giorni. Per chiarimenti vedi il progetto biografie. La lista contiene solo le 88 persone che sono citate nell'enciclopedia e per le quali è stato implementato correttamente il template Bio. Pagina aggiornata al 10 ago 2025. |

## Gennaio(3)
- 20 gennaio - Ventura Salimbeni, pittore e incisore italiano († 1613)
- 21 gennaio - Caterina di Nevers, nobile francese († 1629)
- 28 gennaio - Gustavo Vasa, principe svedese († 1607)

## Febbraio(2)
- 11 febbraio - Honoré d'Urfé, scrittore francese († 1625)
- 14 febbraio - Cavalier d'Arpino, pittore italiano († 1640)

## Marzo(5)
- 9 marzo - Luigi Gonzaga, gesuita e santo italiano († 1591)
- 16 marzo - Juan Martínez Montañés, scultore e pittore spagnolo († 1649)
- 25 marzo - Johannes Bureus, genealogista, antiquario e esoterista svedese († 1652)
- 25 marzo - Renea Burlamacchi, scrittrice italiana († 1641)
- 30 marzo - Henry Wotton, scrittore, poeta e diplomatico inglese († 1639)

## Aprile(4)
- 5 aprile - Papa Urbano VIII, papa, vescovo cattolico e cardinale italiano († 1644)
- 13 aprile - Giovanni Domenico Caresana, pittore e stuccatore svizzero († 1619)
- 21 aprile - Federico II di Holstein-Gottorp, duca tedesco († 1587)
- 28 aprile - Teodosio II di Braganza, duca portoghese († 1630)

## Maggio(5)
- 5 maggio - Alessandro d'Este, cardinale e vescovo cattolico italiano († 1624)
- 9 maggio - Guglielmo Caccia, pittore italiano († 1625)
- 11 maggio - Cristiano I di Anhalt-Bernburg, principe († 1630)
- 19 maggio - Leonora Dori Galigai, nobildonna italiana († 1617)
- 29 maggio - Virginia de' Medici, nobile italiana († 1615)

## Giugno(2)
- 6 giugno - Sofia di Brandeburgo, tedesca († 1622)
- 25 giugno - Gunilla Bielke, regina svedese († 1597)

## Luglio(1)
- 7 luglio - Richard Burbage, attore teatrale britannico († 1619)

## Agosto(3)
- 15 agosto - Zdenek Adalbert von Lobkowicz, nobile e politico ceco († 1628)
- 26 agosto - Antonia di Lorena, principessa francese († 1610)
- 27 agosto - Hercule de Rohan, nobile francese († 1654)

## Settembre(5)
- 3 settembre - Adriano Banchieri, musicista, compositore e poeta italiano († 1634)
- 5 settembre - Tommaso Campanella, filosofo, teologo e poeta italiano († 1639)
- 7 settembre - Gabriele Caliari, pittore italiano († 1630)
- 13 settembre - Pompeo Caimo, medico italiano († 1631)
- 18 settembre - Ludovico Zuccolo, scrittore e politico italiano († 1630)

## Ottobre(3)
- 2 ottobre - Marino Ghetaldi, matematico e scienziato dalmata († 1626)
- 12 ottobre - Onorio Longhi, architetto e poeta italiano († 1619)
- 29 ottobre - Agnolo Monosini, linguista e presbitero italiano († 1626)

## Novembre(1)
- 18 novembre - Augusto I di Brunswick-Lüneburg, nobile e vescovo luterano tedesco († 1636)

## Dicembre(1)
- 3 dicembre - Kuroda Nagamasa, militare giapponese († 1623)

## Senza giorno specificato(53)
- Alessandro Albini, pittore italiano († 1646)
- Antonio Álvarez de Toledo y Beaumont, politico spagnolo († 1639)
- Richard Baker, scrittore inglese († 1645)
- Ippolito Borghese, pittore italiano
- Pieter Both, ammiraglio olandese († 1615)
- Zaccaria Boverio, religioso, storico e scrittore italiano († 1638)
- William Brewster, predicatore inglese († 1644)
- Jan Brueghel il Vecchio, pittore fiammingo († 1625)
- Michelangelo Buonarroti il Giovane, scrittore italiano († 1646)
- Celestino Colleoni, storico e predicatore italiano († 1635)
- Francesco Comandè, pittore italiano
- Henry Condell, attore teatrale britannico († 1627)
- Melchiorre Crescenzi, mecenate italiano († 1612)
- Date Shigezane, militare giapponese († 1646)
- Ludovico Della Chiesa, storico italiano († 1621)
- Giovanni Desideri, vescovo cattolico italiano († 1604)
- Emanuele del Portogallo, principe portoghese († 1638)
- Ennio Filonardi, vescovo cattolico italiano († 1644)
- Simeon Fox, medico inglese († 1642)
- Costantino Gaetani, religioso italiano († 1650)
- Agostino Gallarati, medico e fisico italiano († 1643)
- Girolamo Germano, gesuita, grecista e filologo italiano († 1632)
- Giacomo Grimaldi, letterato, archivista e presbitero italiano († 1623)
- Johannes Hartmann, chimico tedesco († 1631)
- Hashiba Hidekatsu, condottiero e militare giapponese († 1586)
- Arngrímur Jónsson, scrittore islandese († 1648)
- Francisco Laso de la Vega, generale spagnolo († 1640)
- Michael Maier, medico, alchimista e musicista tedesco († 1622)
- Cataldo Antonio Mannarino, poeta e storico italiano († 1621)
- Gervase Markham, poeta e scrittore inglese († 1637)
- Bernardino Monaldi, pittore italiano
- Manuel Esteban Muniera, vescovo cattolico spagnolo († 1631)
- Giuliano Nakaura, presbitero giapponese († 1633)
- Pietro Antonio Novelli, pittore e incisore italiano († 1625)
- Oda Katsunaga, militare giapponese († 1582)
- Isidoro Pentorio, vescovo cattolico italiano († 1622)
- Costanzo Pulcarelli, gesuita e umanista italiano († 1610)
- Monserrat Rosselló, giurista spagnolo († 1613)
- Edward Somerset, IV conte di Worcester, nobile inglese († 1628)
- Sō Yoshitoshi, militare giapponese († 1615)
- Takigawa Kazutoki, militare giapponese († 1603)
- Toyotomi Hidetsugu, militare giapponese († 1595)
- Utsunomiya Kunitsuna, militare giapponese († 1607)
- Anna Vasa, principessa svedese († 1625)
- Matteo Vecchiazzani, storico italiano († 1674)
- Marco Antonio Visconti Venosta, nobile, militare e politico italiano († 1627)
- Vittorio Zonca, inventore italiano († 1602)
- Juan de Espina, presbitero e musicologo spagnolo († 1642)
- Carlotta Caterina de La Trémoille, nobildonna francese († 1629)
- Pedro de las Cuevas, pittore spagnolo († 1635)
- Giovanni Ulrico di Eggenberg, nobile e politico († 1634)
- Enrico I di Orléans-Longueville, nobile francese († 1595)
- Joris van Spilbergen, navigatore, esploratore e ufficiale olandese († 1620)